# Map (функція вищого порядку)
У багатьох мовах програмування map — функція вищого порядку, яка застосовує задану функцію до кожного елемента колекції, повертаючи колекцію результатів. У функціональній формі вона часто називається застосувати-до-всіх.

## Приклад
Якщо визначити функцію square в мові Haskell таким чином:
```
square
 
x
 
=
 
x
 
*
 
x

```

Тоді виклик map square [1,2,3,4,5] поверне [1,4,9,16,25], оскільки map пройде по списку і викличе функцію square для кожного елемента.

## Оптимізація
Математична основа операції map дає змогу проводити оптимизацію відносно композиції функцій:
{\displaystyle \left({\text{map}}\,f\right)\circ \left({\text{map}}\,g\right)={\text{map}}\,\left(f\circ g\right)}.